# Joaquin (Teksas)
Joaquin je grad u američkoj saveznoj državi Teksas. Prema popisu stanovništva iz 2010. u njemu je živjelo 824 stanovnika.